# شهرستان اولنگ
شهرستان اولِنْگ (به لاتین: Ulleung County) یک منطقهٔ مسکونی در کره جنوبی است که در جئونسانگبوک-دو واقع شده‌است. شهرستان اولِنگ ۷۲٫۵۱۸ کیلومتر مربع مساحت و ۱۰٬۴۲۶ نفر جمعیت دارد.